# Samtgemeinde Holtriem
Die Samtgemeinde Holtriem ist neben Esens eine von zwei Samtgemeinden im Landkreis Wittmund und eine von sechs in Ostfriesland im nordwestlichen Niedersachsen. Die Samtgemeinde liegt nahe der Nordseeküste, ohne jedoch direkt an diese anzugrenzen. Holtriem zählt zur historischen Region Harlingerland. Der Name deutet auf ehemals vorhandene Wälder hin: Holt bedeutet im Plattdeutschen Holz, Riem bezeichnet einen Landstrich. Der Baumbestand ist mittlerweile fast ausnahmslos gerodet worden. Wie weite Teile Ostfrieslands ist Holtriem sehr waldarm.
Die Samtgemeinde gilt als strukturschwach mit einem hohen Auspendleranteil, vor allem in die umliegenden Städte wie Aurich. Der Großteil der Fläche wird landwirtschaftlich genutzt. Tourismus spielt eine gewisse Rolle, wobei besonders das Ewige Meer, mit 89,2 Hektar Wasserfläche der größte Hochmoorsee Deutschlands, und der Holtriem-Wanderweg von Bedeutung sind. Die einzig nennenswerten Industriebetriebe sind zwei Ziegeleien, in denen der überregional bekannte Wittmunder Klinker hergestellt wird.

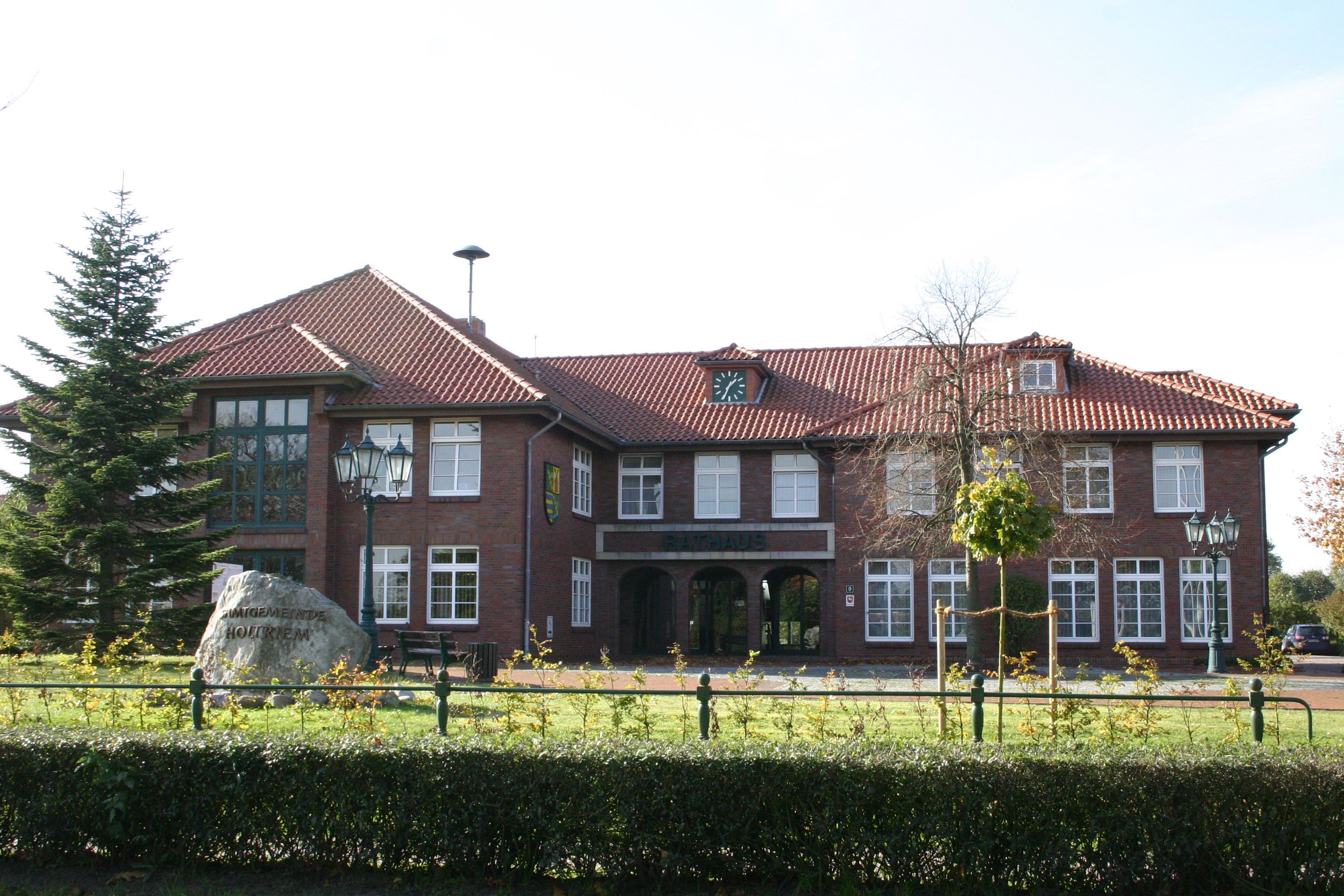
Das Rathaus der Samtgemeinde Holtriem in Westerholt (Oktober 2008).

Historische Bedeutung haben die Goldschalen von Terheide, ein Fund aus der jüngeren Bronzezeit sowie der Runensolidus von Schweindorf, einer der wenigen Funde aus der Völkerwanderungszeit in Ostfriesland. Zum kulturellen Erbe der Samtgemeinde zählen auch einige historische Kirchen.

## Geografie

### Lage und Ausdehnung
Die Samtgemeinde Holtriem liegt in Ostfriesland und ist die westlichste Kommune des Landkreises Wittmund. Der Hauptort Westerholt liegt etwa auf halber Strecke zwischen der südlich gelegenen Stadt Aurich und der nahen Nordseeküste. Aurich liegt etwa 13 Kilometer südlich. Weitere Städte in der Umgebung sind Esens im Nordosten und Norden im Westen. Historisch zählt Holtriem zur ostfriesischen Teilregion Harlingerland. Die Samtgemeinde wird im Norden, Westen und Süden von Kommunen des Landkreises Aurich begrenzt. Die Grenze zum Landkreis Aurich hat eine Länge von 29,5 Kilometern.
Die Samtgemeinde hat eine Fläche von 82,95 km², die größte Ausdehnung in Ost-West-Richtung beträgt 11,7 km, die in Nord-Süd-Richtung 9,5 km. Mit knapp 83 Quadratkilometern ist Holtriem die nach Fläche achtzehntgrößte Gemeinde Ostfrieslands, nach Einwohnern liegt Holtriem hingegen nur auf Rang 22. Mit einer Bevölkerungsdichte von rund 108 Einwohnern pro Quadratkilometer ist die Samtgemeinde daher selbst im ostfrieslandweiten Vergleich nur unterdurchschnittlich stark besiedelt, der Vergleichswert für die Region beträgt 148 Ew/km². Ostfriesland hingegen ist im Vergleich zum Bundesland Niedersachsen (168) und zur Bundesrepublik (229) bereits unterdurchschnittlich stark bevölkert. Unter den vier Festlandsgemeinden des Landkreises Wittmund ist Holtriem sowohl nach Einwohnerzahl wie auch nach Fläche die kleinste.

### Geologie, Böden und Hydrologie
Die Samtgemeinde hat Anteil an allen drei Landschaftsformen, die Ostfriesland prägen: Marsch, Moor und Geest. Dabei macht sich eine ausgeprägte Nord-Süd-Teilung bemerkbar: Während das nördlich Gemeindegebiet aus Geest mit einem vorgelagerten schmalen Marschstreifen besteht, liegt der Süden ausnahmslos im Moor. Geologisch wird das Gemeindegebiet also wie ganz Ostfriesland oberflächlich von Sedimenten des Pleistozäns und des Holozäns gebildet. Pleistozäne Ablagerungen sind in den Geestgegenden zu finden. Teils werden die Geestsedimente von holozänen Moorböden überlagert. Die Böden der ostfriesischen Geest entstehen zumeist aus Decksanden und Geschiebelehm. Diese entstanden während des Drenthe-Stadiums der Saale-Kaltzeit.
Nördlich von Westerholt befinden sich Ausläufer der Seemarsch, an die sich ein schmaler Streifen Brackmarsch anschließt. Der zentrale Teil des Samtgemeindegebiets um Westerholt und Schweindorf besteht aus Podsolböden auf Orterde oder Ortstein in trockenerer Lage. Diese Böden erlaubten nur geringe landwirtschaftliche Erträge. Durch Plaggendüngung, die bis zum Auftreten des Kunstdüngers am Ende des 19. Jahrhunderts jahrhundertelang vorgenommen wurde, gibt es besonders in der Umgebung der alten Geestdörfer auch anthropogene Plaggeneschböden. Durch den ständigen Neubodenauftrag liegt der Esch, in Ostfriesland (die) Gaste genannt, heute höher als die Dorfkerne. Südöstlich davon, in der Gemeinde Blomberg, befinden sich ausgedehnte Podsolböden in feuchterer Lage, oftmals auch Anmoor. Der Großteil des südlichen Gemeindegebietes hingegen besteht aus Hochmooren, die ein Teil des ausgedehnten Hochmoorgebietes nordwestlich der Stadt Aurich sind und sich neben Aurich und Holtriem auch auf das Gebiet der Gemeinde Großheide erstrecken. An dieses Hochmoorgebiet schließt sich nördlich noch stark humoser Boden auf ehemaligen Abtorfungsflächen an.

### Samtgemeindegliederung
Die Samtgemeinde Holtriem besteht aus acht Mitgliedsgemeinden, die jedoch über weitere Ortschaften und Wohnplätze verfügen. Nachfolgend aufgelistet sind die Mitgliedsgemeinden, deren Fläche und Einwohnerzahl sowie die weiteren Ortsteile (Stand: 31. Dezember 2023).
| Mitgliedsgemeinde | Einwohner | Fläche (km²) | zugehörige Ortsteile                                                              |
| ----------------- | --------- | ------------ | --------------------------------------------------------------------------------- |
| Blomberg          | 1859      | 12,8         | Altgaude, Nordmoor, Schoo, Südmoor                                                |
| Eversmeer         | 841       | 11,56        | Goldmoor, Kruserei                                                                |
| Nenndorf          | 751       | 6,86         | Barger, Finkenburg, Hahnekamp, Kölker, Metzenburg, Nenndorfeld, Neustadt, Unlande |
| Neuschoo          | 1213      | 14,47        | Leegmoor, Lüttstede, Lütjensfehn, Negenmeerten                                    |
| Ochtersum         | 922       | 10,82        | Barkholt, Ostochtersum, Westochtersum                                             |
| Schweindorf       | 732       | 5,44         | Schweindorferfeld, Wester-Ys, Lüchtendorf                                         |
| Utarp             | 651       | 6,37         | Lederne Lampe, Narp, Narperfeld, Schlei                                           |
| Westerholt        | 2635      | 14,63        | Terheide, Willmsfeld                                                              |
| Gesamt            | 9604      | 82,95        | —                                                                                 |

### Nachbargemeinden
Die Samtgemeinde grenzt (im Uhrzeigersinn, beginnend im Süden) an die Stadt Aurich (Süd) sowie die Gemeinden Großheide (West) und Dornum (Nord), alle drei im Landkreis Aurich gelegen. Im Nordosten und Osten wird Holtriem von Mitgliedsgemeinden der Samtgemeinde Esens im Landkreis Wittmund begrenzt: Die Holtriemer Gemeinde Ochtersum grenzt an die Esenser Gemeinden Holtgast und Moorweg, die Gemeinden Neuschoo und Blomberg grenzen an die Gemeinde Moorweg, die Gemeinde Blomberg grenzt darüber hinaus an die Gemeinde Dunum. Die Samtgemeinde hat folglich vier Nachbargemeinden (auf Samtgemeinde-Ebene betrachtet) bzw. sieben (auf Einheitsgemeinde-Ebene betrachtet).

### Flächennutzung
| Nutzung                             | Fläche in ha |
| ----------------------------------- | ------------ |
| Gebäude- und Freiflächen            | 662          |
| davon Wohnflächen                   | 455          |
| davon Gewerbe- und Industrieflächen | 34           |
| Betriebsflächen                     | 16           |
| davon Abbauflächen                  | 6            |
| Erholungsflächen                    | 17           |
| davon Grünanlagen                   | 7            |
| Verkehrsflächen                     | 363          |
| davon Straßen, Wege, Plätze         | 363          |
| Landwirtschaftsflächen              | 6902         |
| davon Moore                         | 283          |
| Wasserflächen                       | 226          |
| Waldflächen                         | 88           |
| Flächen anderer Nutzung             | 23           |
| davon Friedhöfe                     | 2            |
| davon Unland                        | 19           |
| Gesamtfläche                        | 8296         |

Die Flächennutzungstabelle rechts macht den überragenden Anteil der Landwirtschaftsflächen in der Samtgemeinde von fast 83,2 Prozent deutlich. Damit liegt Holtriem nicht nur deutlich über dem ostfriesischen Durchschnitt von rund 75 Prozent, sondern auch – noch klarer – über dem bundesdeutschen Durchschnitt von 52,3 Prozent.
Zu den Wasserflächen ist nicht nur das Ewige Meer mit seinen Nebenmeeren zu zählen: Auch die unzähligen Entwässerungsgräben tragen zum – im Bundesvergleich – überdurchschnittlichen Anteil an Wasserflächen bei. Mit 2,72 Prozent Wasserflächenanteil wird der Bundesdurchschnitt von 2,4 Prozent leicht übertroffen. Holtriem ist hingegen – darin seinem Namensursprung widersprechend – im 21. Jahrhundert nur noch äußerst spärlich bewaldet. Dies gilt selbst im Vergleich zum gesamten Ostfriesland, das in Deutschland eine extrem unterdurchschnittliche Waldfläche aufweist. 1,06 Prozent der Samtgemeindefläche bestehen aus Wald im Vergleich zu 2,6 Prozent in Ostfriesland und 30,1 Prozent in der Bundesrepublik.

### Klima
Holtriem liegt in der gemäßigten Klimazone, hauptsächlich im direkten Einfluss der Nordsee. Im Sommer sind die Tagestemperaturen tiefer, im Winter häufig höher als im weiteren Inland. Das Klima ist insgesamt von der mitteleuropäischen Westwindzone geprägt. Nach der effektiven Klimaklassifikation von Köppen befindet sich Holtriem in der Einteilung Cfb. C steht für ein warm-gemäßigtes Klima, Cf für ein feucht-gemäßigtes Klima mit warmen Sommern b.
Mikroklimatisch zu berücksichtigen sind die Hochmoorkomplexe im Süden der Gemeinde. Wegen der Untergrundverhältnisse in einem Regenmoor sind die Temperaturunterschiede zwischen Tag und Nacht extrem. Im Sommer kann es tagsüber zu sehr hohen Temperaturen am Boden kommen, sodass durch Selbstentzündung Moorbrände entstehen können. Zudem sind Moorgegenden sehr viel nebelintensiver als die Umgebung. Durch den jahrhundertelangen Torfabbau und die damit verbundene Entwässerung ist dieser Effekt allerdings nicht mehr so stark ausgeprägt wie in der ursprünglichen Naturlandschaft. Die Anzahl der Frosttage ist allerdings im Hochmoorgebiet deutlich höher als in der Umgebung, es kommt häufiger zu Früh- und Spätfrösten.
Die nächstgelegene Wetterstation befindet sich im benachbarten Aurich, das sehr ähnliche klimatische Bedingungen wie der Großteil des Holtriemer Gemeindegebietes aufweist. Die Klimatabelle der dortigen Station:
|                        | Jan  | Feb  | Mär  | Apr  | Mai  | Jun  | Jul  | Aug  | Sep  | Okt  | Nov  | Dez  |   |       |
| Mittl. Temperatur (°C) | 1,0  | 1,3  | 3,7  | 6,9  | 11,5 | 14,6 | 16,0 | 15,9 | 13,2 | 9,6  | 5,2  | 2,2  | ⌀ | 8,5   |
|                        |      |      |      |      |      |      |      |      |      |      |      |      |   |       |
| Niederschlag (mm)      | 66,6 | 43,1 | 57,9 | 48,2 | 57,8 | 83,8 | 82,1 | 78,6 | 76,6 | 76,2 | 84,4 | 74,3 | Σ | 829,6 |
|                        |      |      |      |      |      |      |      |      |      |      |      |      |   |       |
| Sonnenstunden (h/d)    | 1,19 | 2,29 | 3,32 | 5,33 | 6,83 | 6,63 | 6,06 | 6,25 | 4,4  | 2,96 | 1,56 | 0,93 | ⌀ | 4     |

|  |

|  |

|  |

|  |

|  |

|  |

|  |

|  |

|  |

|  |

|  |

|  |

|  |

|  |

|  |

|  |

|  |

|  |

|  |

|  |

|  |

|  |

|  |

|  |

### Schutzgebiete

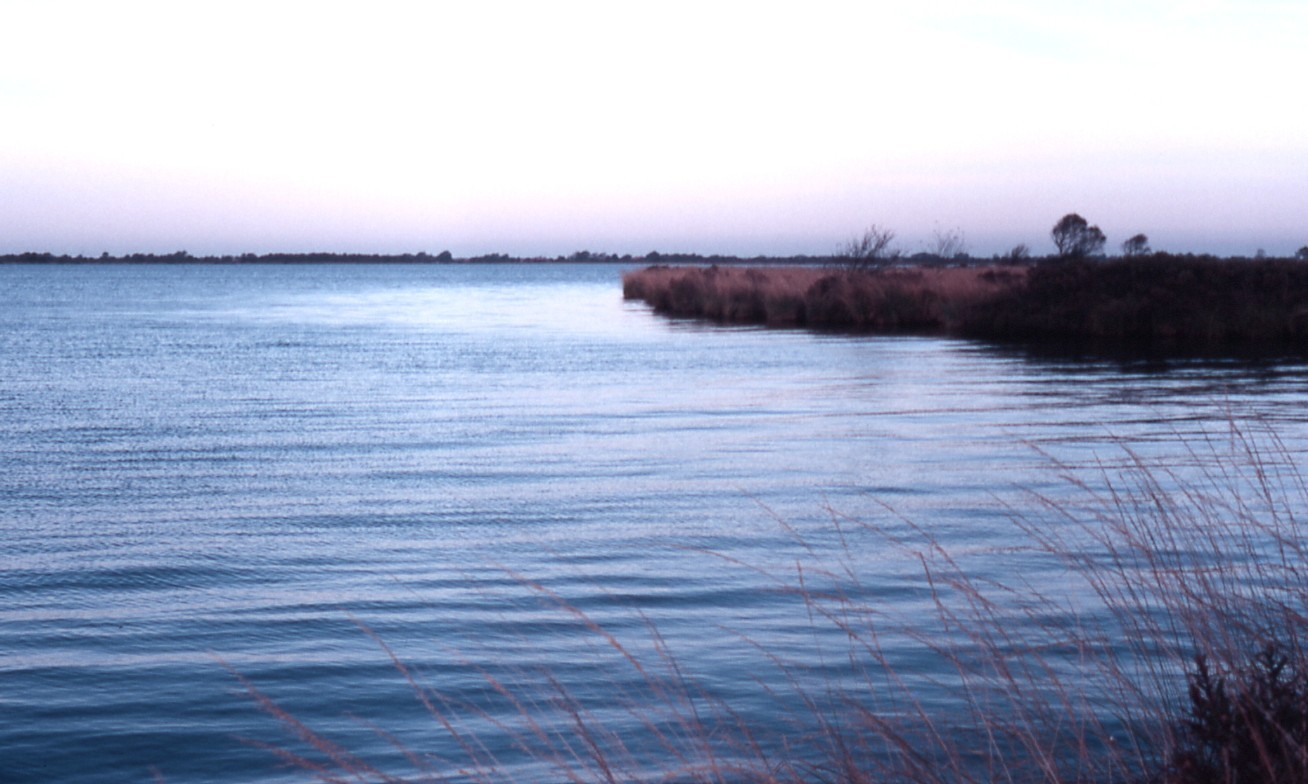
Am Ewigen Meer (Foto von 1987)

Das bedeutendste Naturschutzgebiet der Samtgemeinde ist das NSG Ewiges Meer und Umgebung. Es umfasst 1180 Hektar rund um den größten Hochmoorsee Deutschlands, der selbst 91 Hektar einnimmt. Umgeben wird das Meer von ungenutzten Moorflächen mit Hochmoorprofil. In dem Naturschutzgebiet leben zahlreiche seltene Pflanzenarten und Vögel. Umgeben wird das Naturschutzgebiet vom größeren Landschaftsschutzgebiet Berumerfehner und Meerhusener Moor. Wie auch das NSG liegt es zum Teil im Landkreis Wittmund, zum Teil im Landkreis Aurich. Als Landschaftsschutzgebiet ausgewiesen ist zudem ein Gehölz bei einem Hof in Neuschoo-Lüdstede. Ein Areal in der nordöstlichen Gemarkung von Barkholt hat Anteil am Landschaftsschutzgebiet Leegmoor, das sich jedoch zum größten Teil auf dem Gebiet der Nachbargemeinde Esens befindet.

## Geschichte

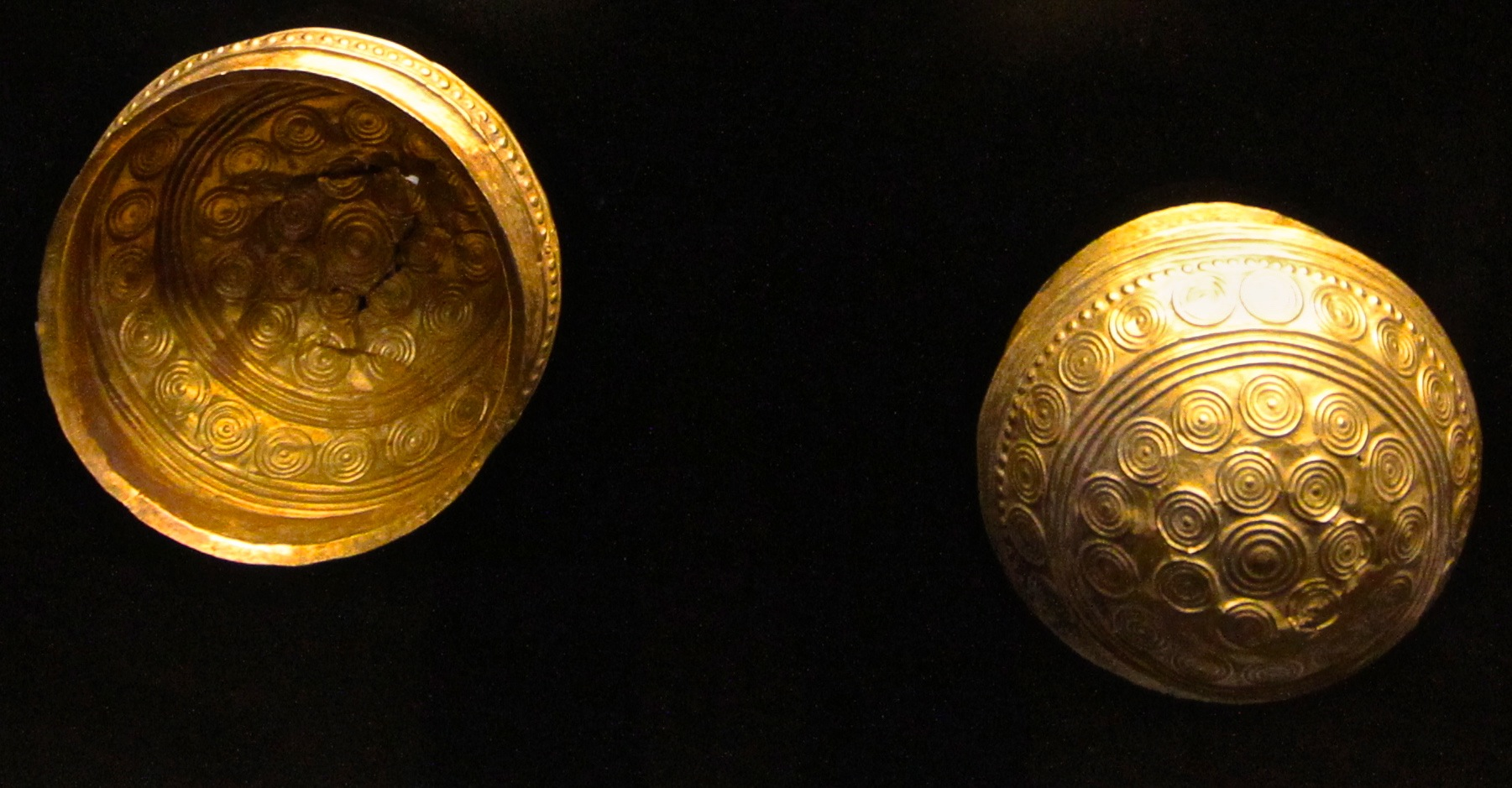
Die Goldschalen von Terheide

Die Samtgemeinde Holtriem wurde am 20. Juli 1972 im Zuge der Gemeindegebietsreform in Niedersachsen aus den acht Mitgliedsgemeinden Blomberg, Eversmeer, Nenndorf, Neuschoo, Ochtersum, Schweindorf, Utarp und Westerholt gebildet. Das Gebiet dieser acht Gemeinden wurde seit Jahrhunderten als „Holtriem“ = Landstrich („Riem“) am Wald („Holt“) bezeichnet. Deshalb erhielt die neugebildete Samtgemeinde den alle Mitgliedsgemeinden verbindenden Namen „Holtriem“.

### 19. Jahrhundert
Während die Geestgegend um Westerholt, Nenndorf und Schweindorf zu den ältesten Siedlungsgebieten in Ostfriesland zählt, war der südliche Teil des Gemeindegebiets bis ins 18. Jahrhundert nahezu unbesiedelt, da es sich um schwer zugängliches und unkultiviertes Moorgelände handelte. Blomberg wurde am Ende des 18. Jahrhunderts als Moorkolonie angelegt und verfügte 1821 bereits über eine Einwohnerzahl von 182. Neuschoo entstand ebenfalls im letzten Viertel des 18. Jahrhunderts und wuchs bis 1925 auf mehr als 1000 Einwohner. Eversmeer ist die jüngste der drei Moorkolonien, die Entstehung fällt in die erste Hälfte des 19. Jahrhunderts. Die Entwicklung der Einwohnerzahl vollzog sich langsamer als in den beiden vorgenannten Kolonien: Während man 1829 sieben Siedlerstellen zählte, waren es 1891 erst 17.

### 20. Jahrhundert
Schon bei den Reichstagswahlen von 1924 zeigte sich im Gebiet der heutigen Samtgemeinde ein deutlicher Rechtsruck, in dessen Folge die Nationalsozialistische Freiheitsbewegung, ein Zusammenschluss von DFVP und NSDAP, starke Stimmengewinne verbuchte. Ein Kreisverband wurde am 26. April 1924 ins Leben gerufen. Die Hochburgen der Rechten lagen fast ausnahmslos in den Geest- und Moorgebieten, wo Kleinbürgern sowie Klein- und Mittelbauern im Gefolge der Inflationskrise „die wirtschaftliche Existenzsicherheit unter den Füßen wegzuschwimmen begann“.
Unterstützung erhielten die Rechten schon seit Mitte der 1920er Jahre von der führenden Lokalzeitung Anzeiger für Harlingerland, die sich durch einseitige Berichterstattung hervortat und dies im November 1932 mit dem Beitrag kommentierte: „(…) daß wir dem nationalsozialistischen Gedanken von Vornherein Achtung erwiesen haben, schon in einer Zeit, als er von sehr wenigen verstanden und gebilligt wurde.“ Daneben waren auch einzelne Lehrer und mehrere Pastoren, die später den Deutschen Christen beitraten, im Sinne der Völkischen und später der Nationalsozialisten aktiv. Dementsprechend verbuchten die Nationalsozialisten gegen Ende der Weimarer Republik im Landkreis Wittmund einige ihrer besten Ergebnisse in der Provinz Hannover und teils darüber hinaus.

„Der Übergang von der Republik zum nationalsozialistischen Herrschaftssystem durch die Machtergreifung Hitlers am 30.1.1933 kam für Wittmund mehr oder weniger ‚zwangsläufig‘. Die NSDAP hatte im hiesigen Landkreis schon viele triumphale Erfolge feiern können, so daß die eigentliche Machtergreifung keine besondere Aufregung mehr hervorrief.“

Auch auf kommunaler Ebene sicherten sich die Nationalsozialisten Einfluss, wenn es auch bei den Wahlen zur Stadtverordnetenversammlung und zum Kreistag weiterhin Einzelpersonen oder lokale Listen in die Kommunalvertretungen schafften.
Während des Zweiten Weltkriegs gab es auf dem Gebiet der Samtgemeinde verschiedene Kriegsgefangenenlager, in denen Angehörige mehrerer Nationalitäten, hauptsächlich Franzosen, Serben und Polen untergebracht waren. Die Insassen wurden zumeist in der Landwirtschaft eingesetzt. Von Kriegshandlungen blieb das Gebiet der Samtgemeinde weitgehend verschont, da die Front am 7. Mai 1945, dem Tag der bedingungslosen Kapitulation der Wehrmacht, weiter südlich verlief. Im Mai 1945 rückten zunächst kanadische, später britische Truppen in die Region ein. Sie nahm nach dem Zweiten Weltkrieg eine sowohl im ostfriesischen als auch im niedersachsenweiten Vergleich nur unterdurchschnittliche Zahl von Flüchtlingen aus den Ostgebieten des Deutschen Reiches auf. Dies ist nicht zuletzt durch die Verkehrsferne und die unterdurchschnittliche Bodengüte in Holtriem erklärbar.

## Politik

### Samtgemeinderat
Der Rat der Samtgemeinde Holtriem besteht aus 24 Ratsfrauen und Ratsherren. Dies ist die festgelegte Anzahl für eine Samtgemeinde mit einer Einwohnerzahl zwischen 9.001 und 10.000 Einwohnern. Die 24 Ratsfrauen und Ratsherren werden durch eine Kommunalwahl für jeweils fünf Jahre gewählt. Die aktuelle Amtszeit beginnt am 1. November 2021 und endet am 31. Oktober 2026.
Stimmberechtigt im Rat der Samtgemeinde ist außerdem der Samtgemeindebürgermeister. Dies ist seit dem 1. November 2016 der direkt gewählte Bürgermeister Jochen Ahrends.
Die letzte Kommunalwahl vom 12. September 2021 ergab das folgende Ergebnis:
| Partei                | Anteilige Stimmen | Anzahl Sitze |
| --------------------- | ----------------- | ------------ |
| SPD                   | 56,66 %           | 14           |
| CDU                   | 25,96 %           | 6            |
| Bündnis 90/Die Grünen | 7,65 %            | 2            |
| AfD                   | 5,15 %            | 1            |
| FDP                   | 2,44 %            | 1            |

Die Wahlbeteiligung bei der Kommunalwahl 2021 lag mit 57,08 % geringfügig unter dem niedersächsischen Durchschnitt von 57,1 %. Zum Vergleich – bei der vorherigen Kommunalwahl vom 11. September 2016 lag die Wahlbeteiligung bei 57,80 %.

### Samtgemeindebürgermeister
Seit dem 1. November 2016 ist Jochen Ahrends hauptamtlicher Samtgemeindebürgermeister. Er trat seine Amtszeit am 1. November 2016 an und löste den bisherigen Amtsinhaber Gerhard Dirks ab, der nicht erneut antrat. 2016 war er noch als CDU-Kandidat in der ersten Runde der Bürgermeisterwahlen gegen zwei Mitbewerber angetreten und konnte sich dann in einer Stichwahl am 25. September 2016 mit 64,2 % der Stimmen gegen den SPD-Kandidaten Egon Kunze durchsetzen. Ahrends trat nach der Wahl aus der CDU aus.
Bei der Kommunalwahl am 12. September 2021 wurde er mit 78,41 Prozent der abgegebenen Stimmen im Amt bestätigt. Die Wahlbeteiligung lag bei 57,08 Prozent.

### Vertreter in Land- und Bundestag
Die Samtgemeinde gehört zum Landtagswahlkreis 87 Wittmund/Inseln, der den gesamten Landkreis Wittmund sowie im Landkreis Aurich die Städte Norderney und Wiesmoor, die Gemeinde Dornum und die Inselgemeinden Juist und Baltrum umfasst. Bei der letzten Landtagswahl in Niedersachsen vom 9. Oktober 2022 wurde das Direktmandat von Karin Emken (SPD) gewonnen. Sie erhielt 38,5 % der Stimmen. Emken löst damit den vorherigen Landtagsabgeordneten Jochen Beekhuis (parteilos, zuvor SPD) ab, der seit seinem Ausschluss aus der SPD-Fraktion am 22. Oktober 2019 dem Landtag als fraktionsloser Abgeordneter angehörte.
Holtriem gehört zum Bundestagswahlkreis Friesland – Wilhelmshaven – Wittmund. Er umfasst die Stadt Wilhelmshaven sowie die Landkreise Friesland und Wittmund. Bei der Bundestagswahl 2025 gewann die Sozialdemokratin Siemtje Möller das Direktmandat zum dritten Mal in Folge. Über Listenplätze ihrer Parteien zogen Anne Janssen (CDU) und Martin Sichert (AfD) aus dem Wahlkreis in den Bundestag ein.

### Wappen und Flagge

Flagge von Holtriem

Blasonierung: Geviert; Feld 1 und 4 in Grün vier schrägbalkenweise gestellte goldene Scheiben, belegt mit jeweils zwei konzentrischen schwarzen Ringen; Feld 2 in Gold eine rote Holländer-Windmühle; Feld 3 in Gold drei blaue Wellenbalken.
Die Samtgemeindeflagge zeigt in zwei gleich breiten Querstreifen von oben nach unten die Farben Gelb und Grün und in den beiden Streifen je bis zur Hälfte übergreifend das Samtgemeindewappen. Die Farben der Samtgemeinde Holtriem sind Gelb und Grün.

## Religion
Die Reformation hielt im vorliegenden Gebiet bereits früh Einzug. Um 1538/1539 vollzog sich im Harlingerland und den angrenzenden Bereichen die Reformation. Die Besonderheit im Harlingerland und den Grenzgebieten war, dass der Harlinger Regent Junker Balthasar von Esens die lutherische Glaubenslehre unterstützte und förderte, obwohl er zunächst mit dem katholischen Herzog von Geldern kooperierte, um seinen Herrschaftsbereich wieder zu vergrößern. Verfolgte Prediger wurden von Junker Balthasar aufgenommen. Im Jahr 1538 vermittelte der Harlinger Regent ein Religionsgespräch zwischen Lutheranern und Katholiken. Auch Junker Balthasar nahm an dem Gespräch teil. Im Ergebnis dieses Disputs wurde der lutherische Glaube übernommen. Seit dieser Zeit sind das alte Harlingerland und die Grenzbereiche lutherisch geprägt. Der Landkreis Wittmund hat zusammen mit dem Landkreis Aurich die höchsten Anteile an Lutheranern an der Gesamtbevölkerung in ganz Deutschland. Er liegt bei rund 85 Prozent der Einwohner.

## Kultur

### Kirchen

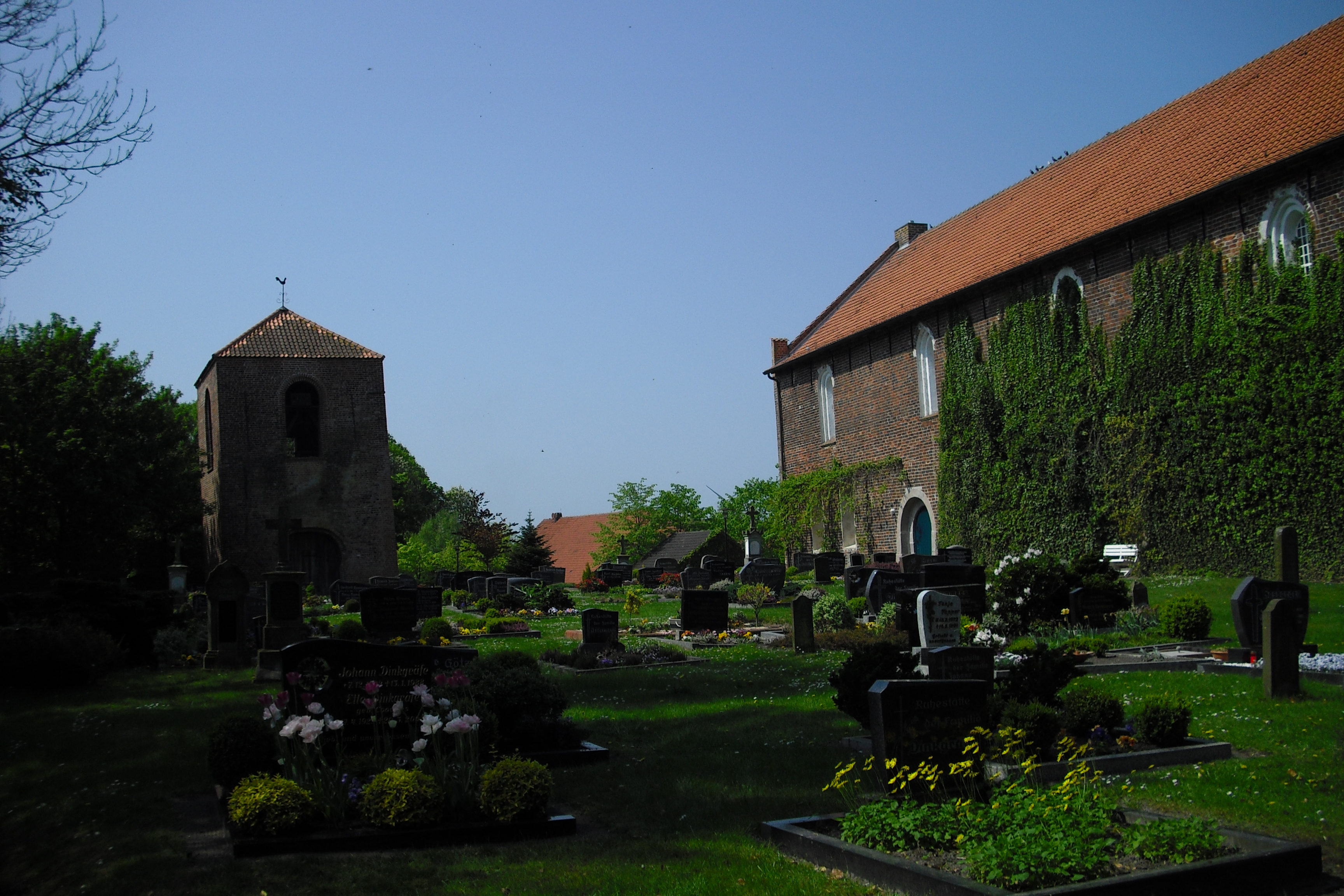
Westochtersumer Kirche aus dem 13. Jahrhundert

Im Samtgemeindegebiet befinden sich vier historische Kirchen, von denen zwei aus dem 13. und zwei aus dem 19. Jahrhundert stammen. Die Westochtersumer Kirche aus dem 13. Jahrhundert ist die Sendkirche des Raumes.

### Profanbauten
- Eine der Windkraftanlagen im Windpark Holtriem verfügt über eine Aussichtsplattform. Die (geschlossene und verglaste) Plattform befindet sich in 62 Metern Höhe und erlaubt bei entsprechenden Wetterverhältnissen die Fernsicht weit ins Binnenland und auf die Ostfriesischen Inseln.[27]
- Auf dem Gebiet der Samtgemeinde wurden 1872 die Goldschalen von Terheide entdeckt. Sie sind heute im Niedersächsischen Landesmuseum Hannover zu sehen. Duplikate befinden sich im Ostfriesischen Landesmuseum in Emden.
- Klaashensche Mühle
- Torfbrandziegelei in Nenndorf

### Regelmäßige Veranstaltungen
Die regelmäßigen Veranstaltungen gehen zum Teil auf alte ostfriesische Traditionen zurück, teilweise handelt es sich um lokale Ausprägungen. Hinzu kommen einige Feste, die erst in jüngster Zeit ins Leben gerufen wurden. In nahezu allen Ortschaften werden am Karsamstag Osterfeuer entzündet, mit denen der Winter vertrieben werden soll. Als Frühlingsbote gilt das Aufstellen eines Maibaums in der Nacht vom 30. April auf den 1. Mai in allen Orten. Am 10. November findet abends das Martinisingen statt, mit dem des Reformators Martin Luther gedacht wird. Am Nikolaustag werden in Gaststätten Verknobelungen organisiert, bei denen traditionell Fleischpakete zu gewinnen sind. Gelegentlich findet eines der Klassik-Konzerte des Musikalischen Sommers in Ostfriesland in einer der Holtriemer Kirchen statt.

### Sprache

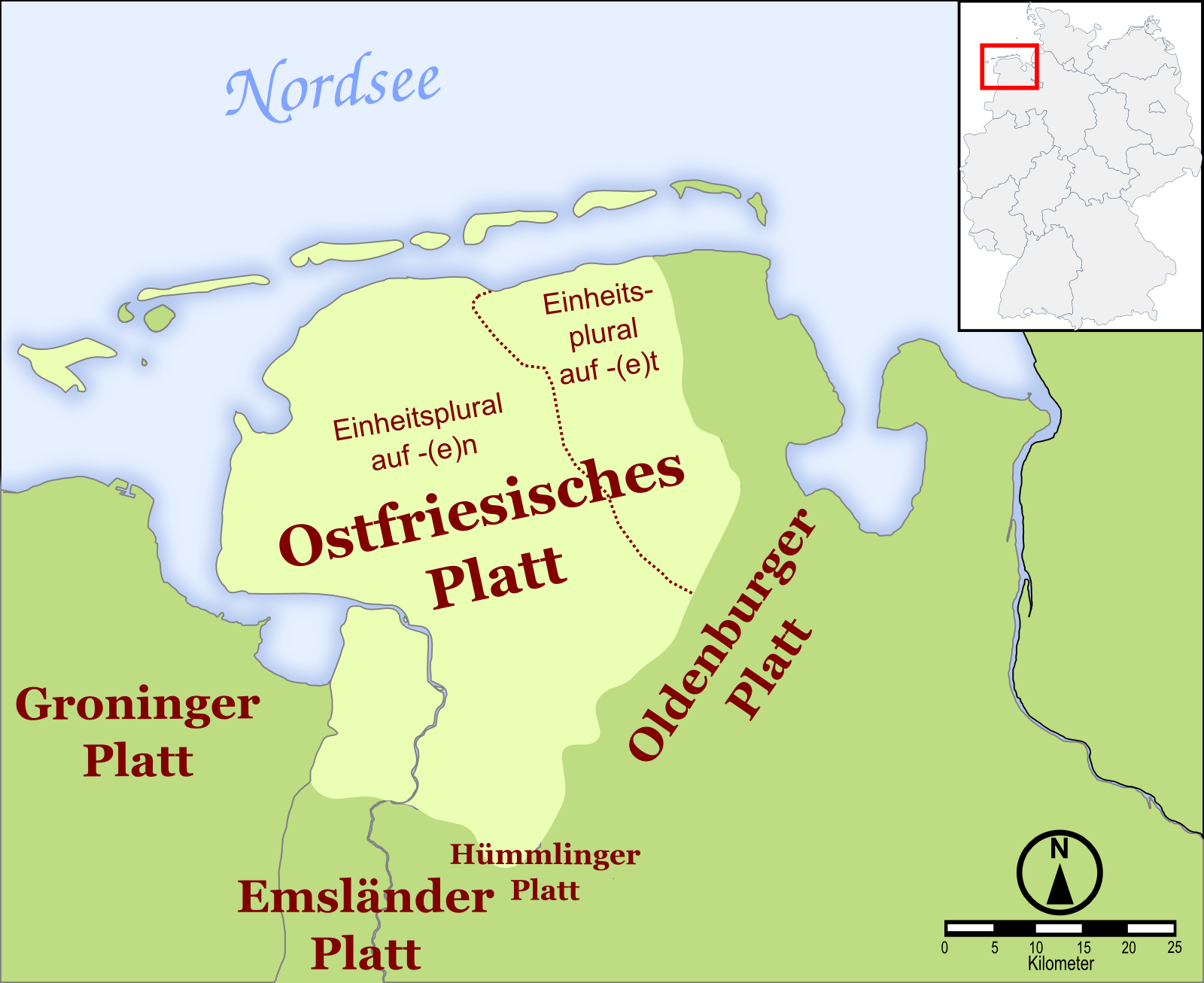
Verbreitungsgebiet des Ostfriesischen Platt

In Holtriem wird neben Hochdeutsch auch Ostfriesisches Platt gesprochen. Im Harlingerland, zu dem auch Holtriem gehört, herrscht der lokale Dialekt, das Harlinger Platt, vor. Er unterscheidet sich nicht nur in einzelnen Wörtern, sondern auch durch bestimmte grammatikalische Eigenheiten vom übrigen Ostfriesischen Platt. So wird im Harlinger Raum wie im Großteil Norddeutschlands „ges(ch)nackt“, wenn von „reden/sprechen“ die Rede ist, während im westlichen Teil Ostfrieslands das entsprechende Verb „proten“ lautet, was auf den Einfluss des westlichen Nachbarn Niederlande zurückzuführen ist (vergleiche niederländisch „praten“). Zudem wird im Harlingerland der Einheitsplural auf (e)t gebildet und nicht auf (e)n wie im westlichen Ostfriesland. „Wir sprechen“ heißt in Holtriem „Wi s(ch)nackt“, während näher zur Ems „Wi proten“ gesagt wird. Holtriem befindet sich in etwa im Übergangsbereich der beiden Varietäten. Das Plattdeutsche ist in der Gemeinde durchaus verankert. Es gibt plattdeutsche Gottesdienste, und es ist durchaus üblich, dass Hochzeiten und ähnliche Veranstaltungen auf Plattdeutsch abgehalten werden. Der Landkreis Wittmund fördert den Gebrauch der plattdeutschen Sprache, der auch in den Schulen unterstützt wird.

### Sport
Der gesamte Landkreis Wittmund liegt mit einem Anteil der in Vereinen organisierten Sportler an der Gesamtbevölkerung von 51,75 Prozent innerhalb Niedersachsens an der Spitze der Kreise und Städte. Bei den Sportarten liegen die Boßler und Klootschießer kreisweit deutlich vor den Fußballern (10.161 gegenüber 5.249).

## Wirtschaft und Infrastruktur

### Landwirtschaft
Mit 83,2 Prozent Anteil spielt die Landwirtschaft bei der Flächennutzung eine überragende Rolle. Sowohl in den nördlicheren Altmarschgebieten als auch in den Geest- und Moorgegenden im Süden wird der Grünlandwirtschaft, also der Milchwirtschaft, der Vorzug gegeben. Teils werden auch Futterpflanzen für die Tiere angebaut. Bei der Viehhaltung sind Kühe klar vorherrschend. Dabei handelt es sich fast ausnahmslos um Milchviehhaltung, weniger um Masthaltung zur Erzeugung von Fleisch. Zusatzeinkommen erwirtschaften Landwirte mit dem Betrieb von Windenergieanlagen.

### Verkehr

Verkehrsachsen in Ostfriesland: Die Samtgemeinde Holtriem, nördlich von Aurich und zwischen Norden und Esens gelegen, befindet sich abseits der Hauptverkehrswege.

Holtriem liegt abseits der Hauptverkehrswege. Über die Landesstraße 6 ist die Samtgemeinde mit den Städten Norden und Esens, über die Landesstraße 7 mit Aurich verbunden. Die nächstgelegenen Autobahn-Anschlussstellen in Ostfriesland liegen an der A 31 (Emden-Bottrop) auf Emder Stadtgebiet (Auffahrt Emden-Nord, zirka 44 Kilometer) oder an der Anschlussstelle Riepe (etwa 41 Kilometer). Bei Fahrten in Richtung Oldenburg/Bremen ist die Route über die A 29 kürzer, die Auffahrt am Wilhelmshavener Kreuz ist rund 49 Kilometer entfernt. Überland-Buslinien verbinden Holtriem mit Aurich, Norden und Esens.
Einen Eisenbahnanschluss hat die Samtgemeinde nie besessen. Die nächstgelegenen Bahnhöfe befinden sich in Esens und Norden. Während von Esens aus Züge der NordWestBahn im Nahverkehr nach Wilhelmshaven Hauptbahnhof fahren, besteht in Norden ein direkterer Anschluss an das Fernverkehrsnetz der Deutschen Bahn. Von dort aus verkehren Intercity-Züge in Richtung Bremen/Hannover und Münster/Ruhrgebiet.

### Bildung
Im Hauptort Westerholt befindet sich ein Schulzentrum, in dem eine Haupt- und Realschule, eine Grundschule, eine Förderschule für die Klassenstufen eines bis vier sowie ein Schulkindergarten untergebracht sind. Die Westerholter Grundschule verfügt über eine Außenstelle in Willmsfeld. Weitere Grundschulen sind in Blomberg (mit Außenstelle in Neuschoo) und Utarp (mit Außenstelle in Ochtersum) untergebracht. Für die frühkindliche Bildung stehen Kindergärten in Blomberg, Eversmeer, Utarp, Ochtersum, Neuschoo sowie neben dem Schulkindergarten ein weiterer Kindergarten in Westerholt zur Verfügung. Der Kindergarten in Neuschoo ist als Integrationskindergarten eingerichtet. Die weitergehenden Schulformen befinden sich sämtlich außerhalb der Gemeinde. Eine weitere Realschule gibt es in der nördlichen Nachbargemeinde Dornum, die nächstgelegenen Gymnasien liegen in Esens (Niedersächsisches Internatsgymnasium) und Norden (Ulrichsgymnasium). Eine Förderschule für Schüler ab der Klassenstufe fünf gibt es in Esens. Die Berufsbildenden Schulen für den Landkreis Wittmund befinden sich in der Kreisstadt. Die nächstgelegene Fachhochschule ist die Hochschule Emden/Leer, die nächstgelegene Universität die Carl von Ossietzky Universität in Oldenburg.

### Öffentliche Einrichtungen
Neben der Gemeindeverwaltung und deren Betrieben ist in Westerholt eine Polizeistation ansässig. Sie ist jedoch nicht rund um die Uhr besetzt, außerhalb der Öffnungszeiten wird das Samtgemeindegebiet vom Polizeikommissariat Wittmund betreut.

### Medien
Die Samtgemeinde liegt im Wesentlichen im Verbreitungsgebiet zweier Tageszeitungen: dem Anzeiger für Harlingerland und der Ostfriesen-Zeitung. Während die erstgenannte Publikation die führende Tageszeitung im Landkreis Wittmund ist, handelt es sich bei der Ostfriesen-Zeitung um die einzige Zeitung Ostfrieslands, die regionsweit in mehreren Lokalausgaben erscheint. In der Samtgemeinde wird die Wittmund-Ausgabe verteilt. Daneben gibt es noch Anzeigenblätter, darunter das im Haus des Ostfriesischen Kuriers erscheinende Echo. Der Kurier ist die Heimatzeitung des westlich von Holtriem gelegenen Norderlandes. Aus der Gemeinde berichtet zudem der Bürgerrundfunksender Radio Ostfriesland.

## Persönlichkeiten

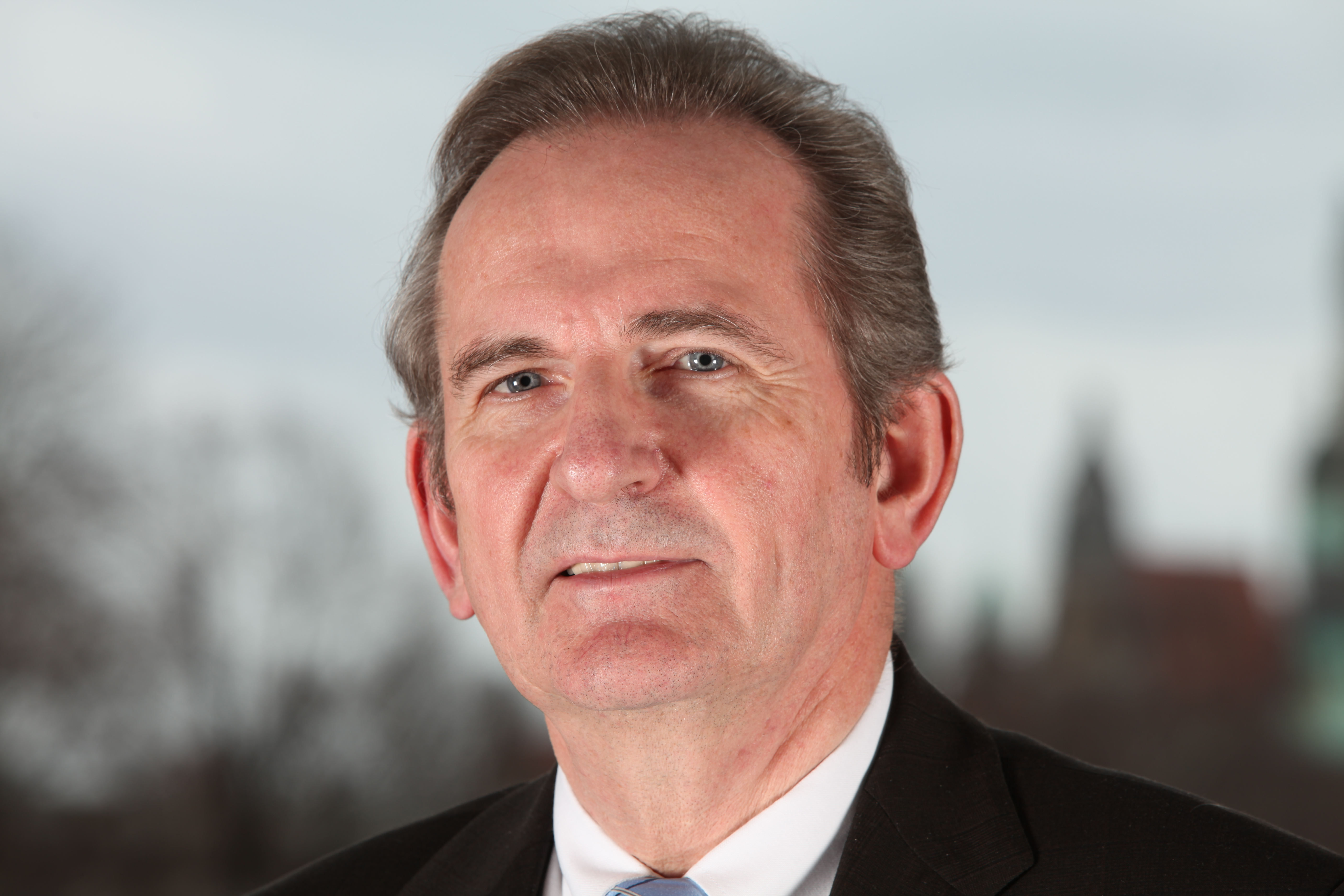
Hermann Dinkla

- Der methodistische Prediger Franz Klüsner (* 14. November 1837 in Oldenburg; † 20. Oktober 1916 ebenda) war Mitbegründer der Ev.-methodistischen Gemeinde Neuschoo.
- Der lutherische Geistliche Gerhard Meyer (* 3. September 1909 in Blomberg; † 13. Oktober 1994 in Norden) war Landessuperintendent des Sprengels Ostfriesland-Ems.
- Der Bildhauer, Autor und Naturschützer Christian Eisbein (* 5. Juli 1917 in Halle (Saale); † 1. Juli 2009 in Westerholt) wirkte lange in der Samtgemeinde und erwarb sich Verdienste als Mitbegründer des Ostfriesischen Kunstkreises und als Autor von Büchern über das Wattenmeer.
- Der Westerholter Hermann Dinkla (* 22. Januar 1943 in Hage) war CDU-Landtagsabgeordneter des Wahlkreises Wittmund/Inseln und Präsident des 16. Niedersächsischen Landtags.